# COG5
COG5‏ (Component of oligomeric golgi complex 5) هوَ بروتين يُشَفر بواسطة جين COG5 في الإنسان.